# Train omnibus
 (juillet 2012).
Si vous disposez d'ouvrages ou d'articles de référence ou si vous connaissez des sites web de qualité traitant du thème abordé ici, merci de compléter l'article en donnant les références utiles à sa vérifiabilité et en les liant à la section « Notes et références ».
Un train omnibus  (ou train local) est un train, généralement de voyageurs, qui dessert toutes les gares de son parcours. Les trains omnibus assurent le plus souvent des services locaux sur des distances relativement courtes. Leur lenteur, due au grand nombre d'arrêts et au temps perdu pour ralentir et accélérer leur a valu parfois le surnom de « tortillard ».
Pour augmenter la vitesse commerciale moyenne des relations entre villes plus importantes, les compagnies de chemin de fer ont très tôt fait circuler des trains « directs », « express » ou « rapides » dont le nombre d'arrêts est limité aux seules gares importantes, voire aux gares terminus.
Dans les métros et tramways, toutes les circulations sont généralement omnibus. Une exception notable est celle du métro de New York.

## Trains omnibus dans divers pays

### France
La plupart des trains TER effectuent, en fonction des grilles horaires, des liaisons omnibus avec du matériel lourd. Cependant, depuis le début des années 2000, la multiplication des projets de tram-trains ou de trains légers dans l'hexagone (en Île-de-France ou autour de grandes agglomérations comme Lyon, Mulhouse ou Nantes) a permis de généraliser ce genre de service. Le rôle des TER « Classiques » se limitant dans ce cas à ne desservir que les gares les plus importantes sur des distances plus longues.

### Belgique

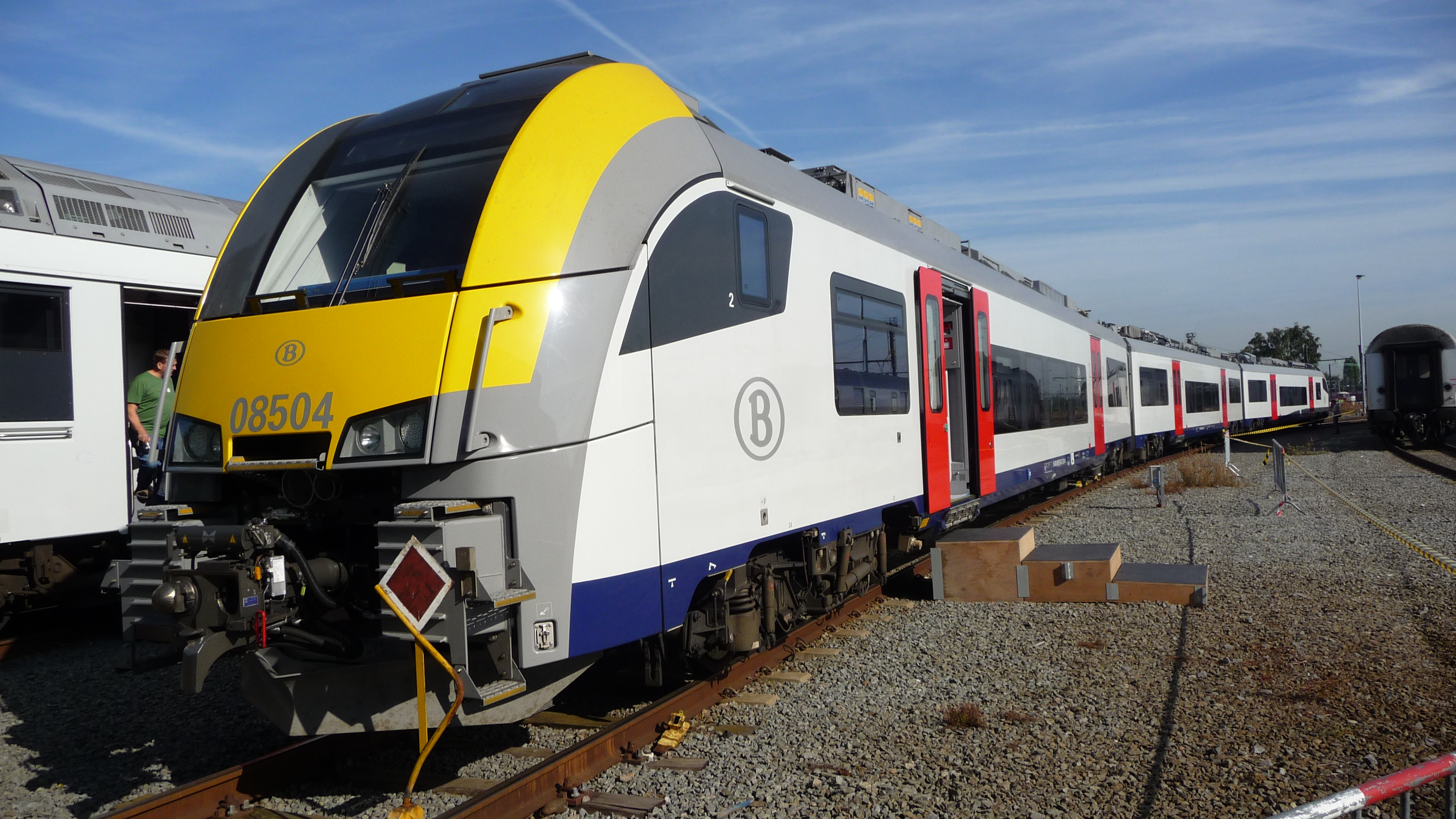
Une AM08 "Desiro" de la SNCB.

En Belgique, on parle plutôt de trains locaux, ils sont référencés avec la lettre L. Dans un rayon de 30 km autour de Bruxelles, ceux-ci sont référencés en tant que trains S depuis fin 2014 ; c'est également le cas pour les trains omnibus d'Anvers, Charleroi, Liège et Gand depuis fin 2018. On parle alors de réseau sub-urbain de train.
Un train L part la plupart du temps après le départ d'un train IC et sur un trajet relativement court.
En Belgique, sur les lignes électrifiées, la plupart des services L sont assurés par les automotrices AM08, certains des trains de la série AM75, AM80, AM86 et AM96 complètent le matériel. Sur les lignes non-électrifiées, ce sont seulement les autorails diesels de la série AR41 qui roulent.
Il existe quelques exceptions pour quelques points d'arrêt de moindre importance où ne s'arrêtent pas tous les trains L (ex.: sur la ligne 132 Charleroi-Couvin où 2 points d'arrêts ne sont pas desservis le weekend).
Certaines gares, comme Harchies sont quant à elles uniquement desservies par des trains d'heure de pointe (P) et les omnibus qui parcourent cette ligne n'y marquent pas l'arrêt.

### Pays-Bas
Aux Pays-Bas, les trains omnibus portent le nom de sprinters. Le matériel standard pour les omnibus est composé de SGMm, SLT et DD-AR.

### Allemagne

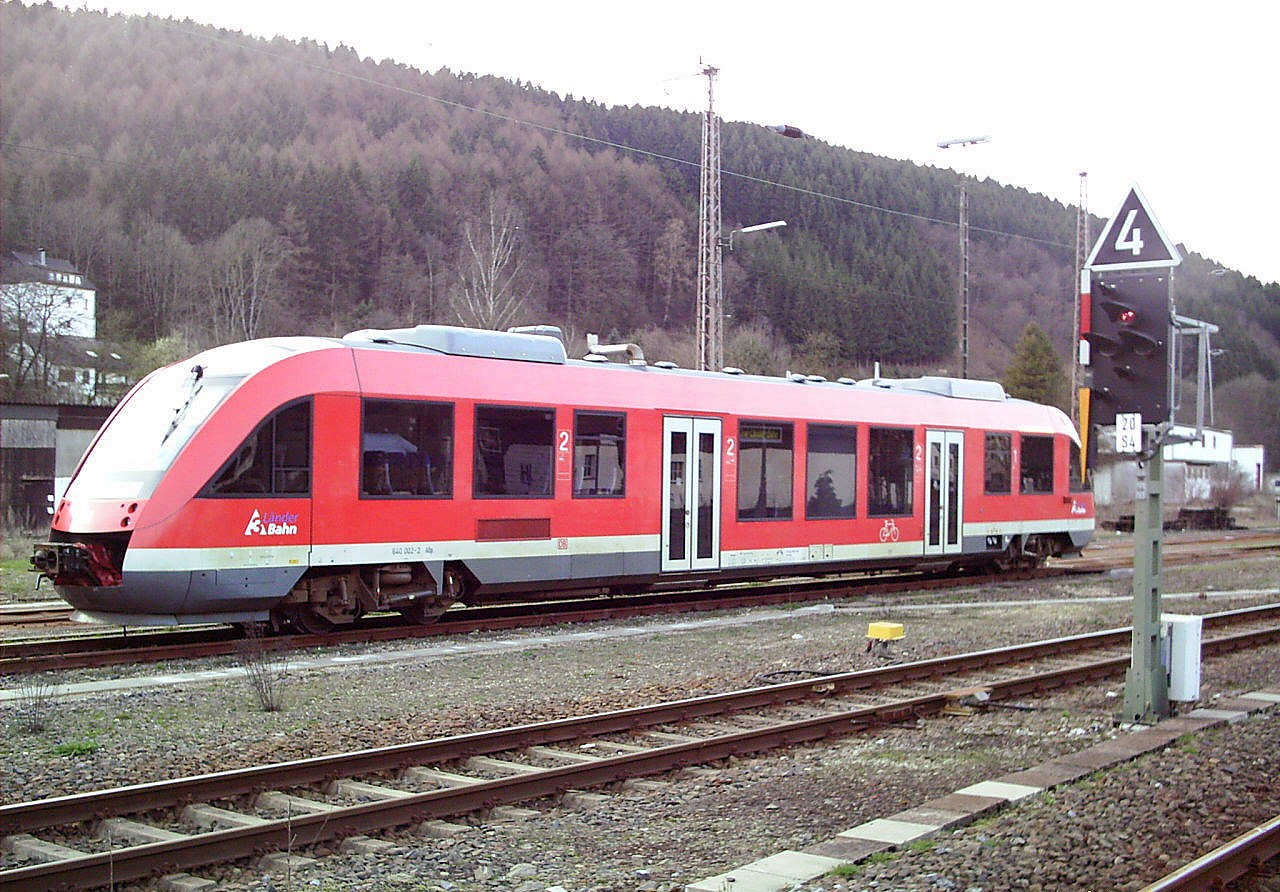
Regionalbahn allemand

Le Regionalbahn est la variante allemande du train local. Certains S-Bahn peuvent aussi être considérés comme des omnibus bien que cela varie d'une ville à l'autre.

### Luxembourg
Au Luxembourg, ce type de trains est appelé Regionalbunn, calqué sur le Regionalbahn allemand.